# Metro-land

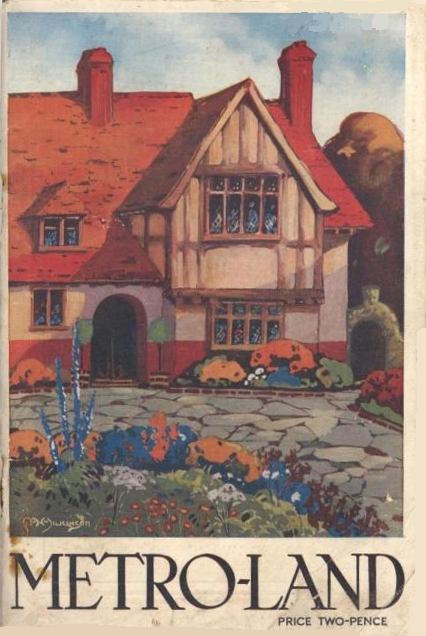
Titelblatt des Magazins Metro-Land von 1921

Metro-land (oder Metroland) beschreibt ein suburbanes Gebiet nordwestlich von London in den Grafschaften Buckinghamshire, Hertfordshire und Middlesex, das im frühen 20. Jahrhundert von der Metropolitan Railway (Met) erschlossen wurde, der Vorgängergesellschaft der heutigen Metropolitan Line der London Underground. Die Met befand sich in einer rechtlich privilegierten Position, die es ihr erlaubte, überschüssige Grundstücke, die für den Bahnbau nicht benötigt worden waren, zu behalten. Ab 1919 führte die nominell zwar eigenständige, aber von der Met abhängige  Metropolitan Railway Country Estates Limited umfangreiche Grundstückserschließungen durch und förderte so gezielt das Entstehen von Wohnsiedlungen. Der Begriff Metro-land wurde 1915 von der Marketingabteilung der Met kreiert und bezeichnete zunächst ein jährlich herausgegebenes Magazin. Dieses pries den Traum von einem modernen Haus in einer schönen Landschaft an, mit einer schnellen Bahnverbindung ins Stadtzentrum von London. Als die Metropolitan Railway 1933 im öffentlich-rechtlichen London Passenger Transport Board aufging, endete die Werbekampagne. Mit der Zeit fand der Begriff jedoch den Weg in den allgemeinen Sprachgebrauch und das damit verbundene Lebensgefühl inspirierte zahlreiche Künstler.
Mittlerweile ist die Schreibweise „Metroland“ üblich, der Markenname lautete jedoch „Metro-land“ oder „METRO-LAND“.

## Entstehung

### Metropolitan Railway

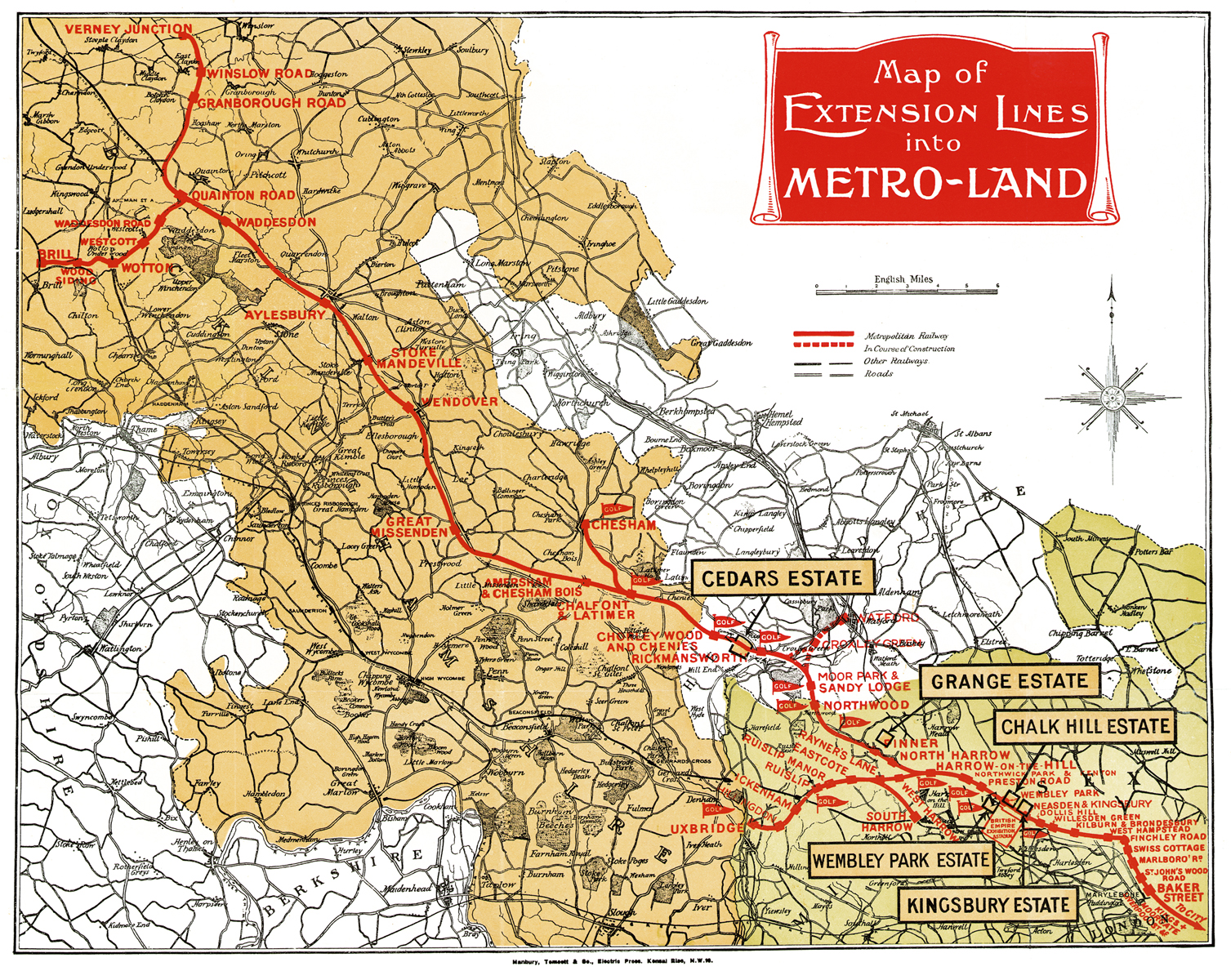
Karte von Metro-land im gleichnamigen Magazin von 1924

Die Metropolitan Railway (Met) eröffnete am 10. Januar 1863 die erste U-Bahn der Welt; sie verband die Kopfbahnhöfe Paddington, Euston und King’s Cross mit der City of London. In den folgenden Jahren expandierte die Gesellschaft rasch; ihre Strecken erreichten 1864 Hammersmith und 1877 Richmond. 1884 vervollständigte die Met zusammen mit der District Railway die innere Ringlinie im Stadtzentrum (Inner Circle).
Zur wichtigsten Strecke entwickelte sich aber jene von der Baker Street nordwestwärts in den ländlichen Raum der Grafschaft Middlesex, wo sie das Wachstum neuer Vorstädte stimulierte. Schließlich erreichte sie Verney Junction in Buckinghamshire, nordöstlich von Oxford gelegen und mehr als 80 km von der Baker Street entfernt. Ab dem späten 19. Jahrhundert teilte die Met Gleise mit der von Marylebone aus verkehrenden Great Central Railway. Der elektrische Betrieb auf den zentrumsnahen Abschnitten wurde 1905 eingeführt, während auf den entfernteren Abschnitten weiterhin Züge mit Dampflokomotiven verkehrten. Es kamen weitere Zweigstrecken hinzu: 1904 nach Uxbridge, 1925 nach Watford und 1932 nach Stanmore.

### Metro-land
Vom Parlament beschlossene Gesetze zum Bau von Bahnstrecken erlaubten es den Bahngesellschaften, an der vorgesehenen Trasse Enteignungen durchzuführen. Manchmal kauften sie den Landbesitzern größere Grundstücke ab, als sie eigentlich benötigten, um sich die damit verbundenen rechtlichen Hindernisse zu ersparen. Nach Vollendung der Strecke waren die Gesellschaften dazu verpflichtet, betrieblich nicht notwendige Grundstücke innerhalb einer bestimmten Frist zum selben Preis an die ursprünglichen Besitzer zurückzuverkaufen; diese profitierten dann von einer Wertsteigerung aufgrund der besseren Erreichbarkeit. Die Met hingegen befand sich in einer privilegierten Position: Als einzige britische Bahngesellschaft hatte sie durch geschicktes Lobbyieren im Parlament erreicht, dass sie keinem Verkaufszwang unterworfen war. Die Grundstücke, die sie somit behalten durfte, wurden zunächst durch das Land Committee verwaltet, das sich aus Direktoren der Met zusammensetzte. In den 1880er Jahren, als die Met über Swiss Cottage hinaus expandierte, ließ sie im Willesden Park Estate Straßen und Kanalisation errichten und verkaufte die parzellierten Grundstücke gewinnbringend an Bauunternehmer. Ein ähnliches Projekt folgte in Cecil Park bei Pinner und nach dem Scheitern von Watkin’s Tower wurden auch in Wembley Park Grundstücke verkauft.
1912 kam der damalige Geschäftsführer Robert Selbie zum Schluss, dass beim Grundstücksverkauf mehr Professionalität erforderlich sei und schlug die Gründung einer separaten Gesellschaft vor, die anstelle des Land Committee neue Siedlungen entlang der Bahnstrecken entwickeln sollte. Durch den Ersten Weltkrieg verzögerten sich diese Pläne um Jahre. Die Met war besorgt, dass das Parlament ihre exklusive rechtliche Situation überdenken könnte und suchte juristischen Rat. Ein Gutachten ergab, dass das Besitzrecht an den Grundstücken unbestritten war, die Met aber nicht befugt war, diese selbst zu erschließen. Als sich 1919 ein Bauboom abzuzeichnen begann, erfolgte die Gründung der Metropolitan Railway Country Estates Limited (MRCE), wobei mit einer Ausnahme alle Verwaltungsräte auch der Geschäftsleitung der Met angehörten. Die MRCE erschloss die Wohnsiedlungen Kingsbury Garden Village bei Neasden, Wembley Park, Cecil Park und Grange Estate bei Pinner, Cedars Estate bei Rickmansworth sowie Harrow Garden Village.
Den Begriff Metro-land kreierte 1915 die Marketingabteilung der Met, als sie dem bisher publizierten Guide to the Extension Line einen neuen Namen gab. Dieser Reiseführer mit hohem Inserateanteil kostete zwei Pence und stellte die von der Met erschlossene Region vor. Er richtete sich an Besucher, Wanderer und Radfahrer, insbesondere aber an potenzielle Hauskäufer. Der bis 1932 jährlich erscheinende Reiseführer pries die Vorzüge der „guten Luft in den Chilterns“ an, wobei er bisweilen eine äußerst blumige Sprache verwendete. Angepriesen wurde ein angenehmes Leben in einem modernen Haus inmitten einer schönen Landschaft, mit einer schnellen Bahnverbindung ins Zentrum Londons. Die entlang der Met entstandenen Vorortssiedlungen entsprachen überwiegend dem vom Ebenezer Howard propagierten Ideal der Gartenstadt und lockten hauptsächlich Familien der Mittelschicht an. Innerhalb weniger Jahrzehnte vervielfachte sich die Bevölkerung in der von der Met erschlossenen Region.

### Übergang an London Underground
Am 1. Juli 1933 ging die Metropolitan Railway zusammen mit anderen U-Bahnen, Straßenbahnen und Busgesellschaften im öffentlich-rechtlichen London Passenger Transport Board (LPTB) auf. Diese führte den neuen Namen Metropolitan Line ein und die ehemalige Met war nun in das Netz der London Underground integriert. Die LPTB war nicht am Güterverkehr interessiert und überließ diesen der London and North Eastern Railway (LNER). Ebenso übernahm die LNER die betriebliche Verantwortung für die dampfbetriebenen Personenzüge nördlich von Rickmansworth. Nur für kurze Zeit nutzte der LPTB den Markennamen Metro-land weiter. 1934 bewarb er „billige Tarife nach Metro-land und an die Küste“ (cheap fares to Metro-land and the sea) und ließ danach den Begriff rasch fallen.

## Definition von Metro-land
Der Metro-land-Reiseführer legte Wert darauf, Metro-land sei „ein Land mit elastischen Grenzen, die jeder Besucher für sich selbst ziehen kann“. Die Hauptmerkmale von Metro-land waren keineswegs auf das Einzugsgebiet der Metropolitan Railway beschränkt und konnten auch allgemein zitiert werden. So schrieb Kathryn Bradley-Hole über Gunnersbury Park und der Evening Standard beschrieb unter dem Titel Down the line into Metroland die Orte High Barnet (Northern Line), Loughton (Central Line) sowie Amersham und Rickmansworth als „Toplagen mit einfachem Arbeitsweg“. In Bezug auf die Chilterns in Buckinghamshire wurde der Reiseführer jedoch recht deutlich und beschränkte sie auf die im Südosten gelegene Harde Burnham: „Die Chilterns bei Marlow und Wycombe liegen nicht in Metro-land.“
Der Architekt Hugh Casson betrachtete Harrow als „Hauptstadt“ von Metro-land, während Arthur Mee in King’s England Wembley als dessen „Inbegriff“ bezeichnete. In einem 2012 im Magazin Country Life veröffentlichten Artikel über die neue Schnellfahrstrecke High Speed 2 durch die Chilterns machte sich ein nicht genannter Autor über die Siedlungsentwicklung um Aylesbury lustig. Metro-land sei derart suburban, dass es nur „sub“ gäbe, aber keine „urbs“ (Stadt). Allerdings hebe sich die Stimmung, wenn man „etwas weiter die Straße entlang Waddesdon erreicht. Man muss nicht daran erinnert werden, dass man in Rothschildland ist“ (Anspielung auf Waddesdon Manor, ein durch die Rothschild-Familie verwaltetes Anwesen im Besitz des National Trust).

## Slogans, Literatur und Lieder
Die Station Baker Street, der Ausgangspunkt der Strecken in den Nordwesten, galt als „Tor zu Metro-land“, ebenso Chiltern Court, ein luxuriöser Wohnblock, der 1929 über der Station eröffnet worden war und während des Zweiten Weltkriegs als Hauptquartier der Special Operations Executive diente. John Betjeman nahm diese Metapher später auf und beschrieb Chorleywood als „das wesentliche Metro-land“ (the essential Metro-land), das „am Tor zu den Chiltern Hills“ liege (mit dem Dorf Wendover als dessen „Perle“).
Vor dem Ersten Weltkrieg hatte George Robert Sims den Begriff Metro-land in ein Gedicht eingearbeitet: I know a land where the wild flowers grow / Near, near at hand if by train you go. / Metroland, Metroland („Ich kenne ein Land, wo die wilden Blumen wachsen / Nahe, ganz in der Nähe falls du mit dem Zug gehst / Metroland, Metroland“). In den 1920er Jahren blieb der Begriff endgültig im kollektiven Gedächtnis haften. In Evelyn Waughs Roman Decline and Fall (1928) heiratet die ehrenwerte Margot Beste-Chetwynd den Viscount Metroland in zweiter Ehe. Lady Metroland erscheint wieder in Vile Bodies (1930) und in A Handful of Dust (1934).
Metro-land drang mit Liedern der Music-Hall-Szene weiter in das kollektive Bewusstsein ein, beispielsweise mit My Little Metro-land Home (Text von Boyle Lawrence und Musik von Henry Thraile, 1920). Ein weiteres Lied besang die Vorzüge der Poplars-Wohnsiedlung bei Ruislip: It's a very short distance by rail on the Met / And at the gate you'll find waiting, sweet Violet („Es ist eine kurze Entfernung per Bahn auf der Met / Und am Tor findest du die wartende süße Violet“). Queensbury und Umgebung mit ihren Bewohnern wurden von der Punk-Band The Magoo Brothers im Song Queensbury Station besungen, das 1988 auf dem Album Beyond Believable erschien; die Komponisten waren beide in der Gegend aufgewachsen.
1997 war Metroland der Titel und Handlungsort eines Films mit Christian Bale und Emily Watson in den Hauptrollen. Es erzählt die Entwicklung der Beziehung eines Ehepaars, das in der Gegend lebt. Der Film basiert auf dem gleichnamigen Bildungsroman von Julian Barnes. Die Popband Orchestral Manoeuvres in the Dark nahm für das im Jahr 2013 erschienene Album English Electric den Song Metroland auf. Er wurde als Single veröffentlicht; das Musikvideo dazu zeigt den Sänger, wie er aus dem Zugfenster auf eine idealisierte suburbane Landschaft blickt.

## Der Geist von Metro-land

### Stadt-Land-Gegensatz
Die sentimentale und etwas archaisch anmutende Prosa des Metro-land-Reiseführers beschwörte einen rustikalen Garten Eden der Mittelklasse herauf – ähnlich wie Stanley Baldwin (dreifacher Premierminister zwischen 1923 und 1937), der zwar aus einer Industriellenfamilie stammte, sich aber gerne wie ein Landbewohner präsentierte („das Klimpern eines Hammers auf dem Amboss in einer Dorfschmiede, der Klang der Sense auf dem Schleifstein“). Der Eisenbahnhistoriker Christian Wolmar spöttelte über den Reiseführer: „Die Titelblätter zeigen malerische ländliche Szenen, die in William Morris’ Idylle nicht deplatziert gewesen wären. Die Welt von Metro-land ist nicht übersät von Menschen; seine suburbanen Straßen sind leer. Seine Häuser scheinen isoliert da zu stehen in ihrer ganzen Pracht, abgesondert von jeglichen Nachbarn. Es gibt, so scheint es, mehr Bauernhoftiere als Menschen in der freien Natur von Middlesex und Hertfordshire.“
Eine zynische Sicht der Dinge hatte der Komponist und Dirigent Constant Lambert im Jahr 1934: „Die abscheuliche unechte Gutmütigkeit des Wanderers, der geräuschvoll seinen Weg durch die Petroleumlampen von Metroland bahnt, dabei altmodische Seemanslieder singt und chemisch aromatisiertes künstliches Bier trinkt.“
Mit ähnlicher Mehrdeutigkeit kombinierte Metro-land idyllische Fotos ländlicher Beschaulichkeit mit aufwändiger Werbung für neue Gartenstadt-Wohnsiedlungen. Hierin lagen die Widersprüche, die der Schriftsteller Leslie Thomas in seinem Roman The Tropic of Ruislip festhielt: „Auf dem Land, aber nicht Teil davon. Die Felder schienen greifbar und dennoch abgelegen.“ Der Autor und Historiker A. N. Wilson besann sich, wie die suburbane Siedlungsentwicklung des frühen 20. Jahrhunderts, die mittels der Eisenbahnen in Griffnähe von London gebracht worden war, „letztlich bloß ein endloses Band schuf … möglicherweise weder Stadt noch Land“. In der Folge wurden eine Reihe von abseits gelegenen Städtchen und Dörfer, obwohl Metro-land das Ländliche beworben hatte, „verschluckt und ihrer Identität beraubt“.
Um möglichst viele potenzielle Kunden anzulocken, boten Immobilienfirmen Hypotheken mit tiefen Zinssätzen und Anzahlungspreisen an. Dies bedeutete, dass Wohneigentum für den größten Teil der Mittelklasse und auch für manche Arbeiterfamilie nun im Bereich des Möglichen lag. Beispielsweise waren in Rickmansworth Häuser im Wert von 1000 bis 2000 Pfund mit einer Anzahlung von nur 25 Pfund erhältlich. Um Familien die Möglichkeit zu bieten, ihre zukünftigen Häuser zu besichtigen, bot die Metropolitan Railway an Wochenenden Gratisfahrkarten für die erste Klasse an. Diese und andere Angebote trugen dazu bei, dass sich die Bevölkerungszahl in den ersten drei Jahrzehnten des 20. Jahrhunderts vervielfachte. Zwischen 1901 und 1931 wuchs Pinner von 3094 auf 23.082 Einwohner an, Wembley sogar von 3751 auf 48.561 Einwohner.

### John Betjeman

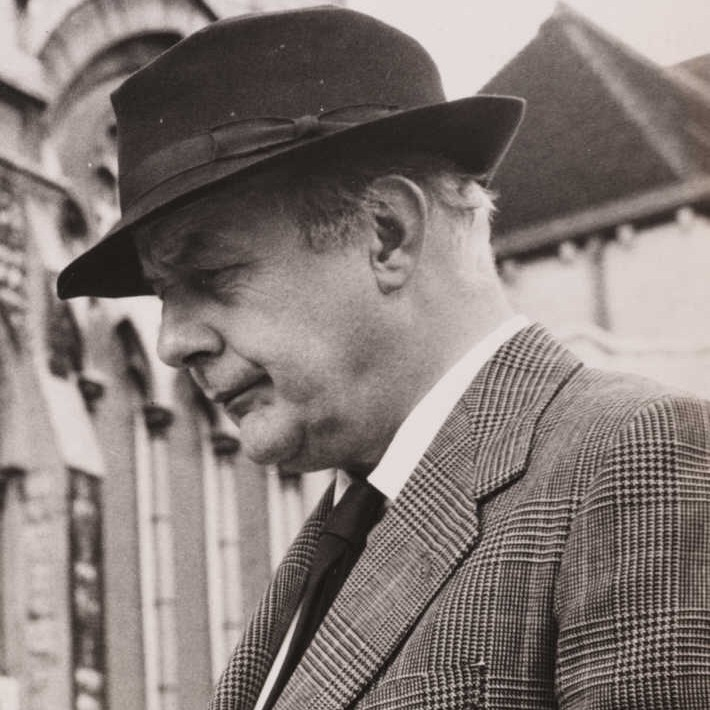
John Betjeman

Mitte des 20. Jahrhunderts weckte John Betjeman die Erinnerung an den Geist von Metro-land mit Gedichten, die im Sammelband A Few Late Chrysanthemums erschienen. Wiederkehrendes Element sind Beschreibungen der Gegend und die roten Züge der Metropolitan Line, beispielsweise im Gedicht Baker Street Station Buffet.

“Smoothly from Harrow, passing Preston Road, / They saw the last green fields and misty sky, / At Neasden watched a workmen’s train unload, / And, with the morning villas sliding by, / They felt so sure on their electric trip / That youth and progress were in partnership.”

„Von Harrow her sanft an Preston Road vorbei / sahen sie die letzten grünen Felder und den dunstigen Himmel, / bei Neasden sahen sie einen Arbeiterzug sich entladen, / und, mit den vorbeiziehenden morgendlichen Villen, / fühlten sie sich so sicher auf ihrem elektrischen Ausflug, / dass Jugend und Fortschritt in einer Partnerschaft waren.“

In Summoned by Bells, seiner 1960 erschienenen Blankvers-Autobiografie blickte Betjeman nochmals auf Metroland zurück: Metroland / Beckoned us out to lanes in beechy Bucks („Metroland / lockte uns heraus zu Wegen bei den Buchen von Buckinghamshire“).
Betjeman, der Jahre später von der Times als „Hymnologe von Metroland“ beschrieben wurde, erlangte große Bekanntheit im Dokumentarfilm Metro-land, den die BBC erstmals am 26. Februar 1973 ausstrahlte. Der Filmkritiker Clive James bewertete die Doku als „Instant-Klassiker“, der zeige, wie die Gegend „durch ihren eigenen Erfolg zerstört worden“ sei.

### Avengerland
Metro-land (insbesondere der südwestliche Teil von Hertfordshire) diente in den 1960er Jahren als Kulisse für die britische Fernsehserie Mit Schirm, Charme und Melone (The Avengers). Schauplätze wie Bahnstationen der Metropolitan Railway und ruhige Vororte waren derart stilprägend, dass scherzhaft auch von Avengerland die Rede ist. In weiteren Fernsehserien wie Simon Templar, Der Baron, Randall & Hopkirk, Der Mann mit dem Koffer, Die Profis oder Die 2 verfestigte sich das Stereotyp einer scheinbaren vorstädtischen Idylle mit dunklen Geheimnissen. Alle machten rege Gebrauch von Drehorten, die von den Filmstudios in Borehamwood und Pinewood leicht erreichbar waren.